# Kalmosaaret (ö i Norra Karelen, Joensuu, lat 63,11, long 29,29)
Kalmosaaret är en ö i Finland. Den ligger i sjön Rauanjärvi och i kommunen Juga i den ekonomiska regionen  Joensuu ekonomiska region  och landskapet Norra Karelen, i den centrala delen av landet, 400 km nordost om huvudstaden Helsingfors. Öns area är 0,3 hektar och dess största längd är 100 meter i nord-sydlig riktning.  Notera att namnet antyder att det är fråga om flera öar.